# SkewT-logP 다이어그램

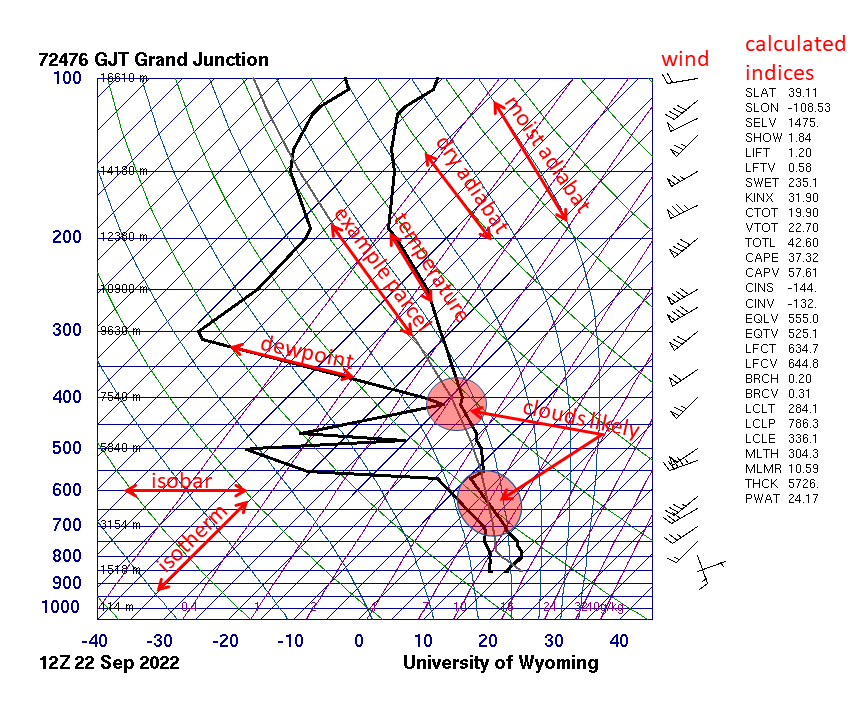
동경 45도 방향으로 기울어져 있는 등온선과 y축인 등압선이 포함된 SkewT-logP diagram이다.

SkewT-logP diagram은 기울어진 온도의 x축과 연직 log p의 y축 위에 표시된 열역학선도로 대기에 대한 연직 분석에 가장 많이 사용되는 단열선도이다. SkewT-logP diagram은 등온선과 건조단열선 사이의 각을 가장 크게 벌어지도록 만들기 위해 등온선을 시계 방향으로 45도 회전시킨 에마그램(emagram)이다. 에마그램은 온도와 기압의 로그(logarithm)를 축으로 하고 있다.

## 열역학선도
여러 가지 열역학적 과정을 여러 방정식을 통해 대기의 상변화 또는 공기 덩이의 상태 변화를 계산한다. 대기의 열역학 과정을 가시적으로 표현하여 여러 가지 현상을 좀 더 쉽게 이해할 수 있도록 만든 도표이다. 보통 등압선, 등온선, 포화혼합비, 건조단열선, 습윤단열선 등을 포함한다.

### 활용 가능한 단열선도의 조건
1. 중요한 등치선은 물리적인 해석을 쉽게 할 수 있도록 가능한 직선이어야 한다.
2. 단열선과 등온선이 만나서 이루는 각은 쉽게 구분할 수 있도록 가능한 한 커야 한다.
3. 모든 순환과정에서 한 일은 그 과정을 나타내는 폐곡선 안의 면적에 비례하여야 한다.

## 기본 등치선

### 등압선
가로축에 나란하게 그려진 실선이다. 보통 1050hPa부터 100hPa까지 10hPa(mb) 간격이다. 고도가 증가할수록 100hPa의 기압차에 해당하는 기층의 두께는 증가하는데, 이는 고도의 증가에 따라 공기밀도가 감소하기 때문이다.

### 등온선
실선으로 왼쪽 아래 부분에서 오른쪽 위로 약 45도의 경사를 가진다. 등온선 간의 간격은 섭씨 1도, 등온선의 값은 섭씨 5도 간격으로 표시한다. 섭씨 10도 간격의 녹색띠로 교대로 나타내어 쉽게 분간할 수 있다. 온도의 화씨단위는 1050hPa의 등압선 아래 섭씨로 표시된 등온선 끝에 표시되어 있다. 예를 들면 섭씨 -5도는 화씨 23도에 해당된다.

### 건조단열선
온위가 일정한 값을 갖는 등치선이다. 불포화 공기가 단열적으로 상승 또는 하강할 때의 온도변화이다. 건조단열선은 왼쪽 위부분에서 오른쪽 아래 부분으로 기울어져 있으며, 약간 휘어진 곡선으로 등온선과 거의 90도를 유지하고 있다. SkewT-logP diagram에서는 단열선과 등온선이 만나는 각을 약 90도로 하여 단열선과 등온선이 뚜렷하게 구분된다.

### 포화단열선
포화상태의 공기덩이가 위단열과정에 의해 상승할 때의 온도 변화를 나타낸다. 습윤단열선이라고도 하며 SkewT-logP diagram에서 가장 큰 곡률을 가진 곡선이다.
포화단열선의 기울기가 고도가 높아지면서 건조단열선과 비슷해지는 이유는 포화된 공기덩이가 계속 상승하면서 응결에 의해 수증기량이 계속 감소하고, 남아있는 수증기의 응결에 의한 잠열 방출이 공기덩이를 가열하는 데 크게 기여하지 못하기 때문이다.

### 포화혼합비선
포화혼합비는 온도와 압력의 함수로 계산 가능하다. 기압 축에 대해서 오른쪽으로 대략 40도 정도 기울어진 점선으로 그 단위는 [g/kg]이다. 열역학 다이어그램에 대기의 상태곡선, 즉 고도에 따른 기온곡선과 이슬점 온도 곡선이 그려지면, 이를 이용하여 각종 온도, 습도, 그리고 응결고도를 구할 수 있다.

### 보조자료선
ICAO 표준대기기온분포선, 1000hPa 고도선(nomogram) 등이 있다.

## 기상요소 산출

### 혼합비
주어진 고도에서 수증기의 혼합비는 대기의 노점온도를 통과하는 포화혼합비선의 값이다.
주어진 기압 고도에서 노점온도 곡선이 만나는 점을 확인한다. 대기가 불포화인 경우 노점온도는 항상 기온보다 낮다. 포화혼합비선이 그 점을 통과하면 그 포화혼합비선의 값이 주어진 대기의 혼합비의 값이 된다. 만일 포화혼합비선이 그 점을 통과하지 않으면 주어진 기압에서 그 점이 양쪽에 있는 포화 혼합비선의 값을 이용하여 수평으로 내삽한 후 그 값을 그 점의 포화혼합비 값으로 결정한다.

### 포화혼합비
불포화 공기가 주어진 상태 온도와 기압에서 포화되었다고 가정했을 때의 혼합비이다. 즉, 주어진 대기상태에서 수증기의 포화혼합비는 그 고도의 온도 값을 지나는 포화혼합비선의 값이다. 다음과 같은 절차에 의해서 결정한다.
1. 주어진 기압 고도와 기온 곡신이 만나는 점을 확인한다.
2. 포화혼합비선이 그 점을 통과하는지 조사한다. 통과하면 대기의 혼합비 값이 된다.
3. 통과하지 않는다면 주어진 기압에서 그 점이 양쪽에 있는 포화 혼합비선의 값을 이용하여 수평으로 내삽한 후 그 값을 그 점의 포화혼합비 값으로 결정한다.

### 상대습도
주어진 온도에서 수증기의 부분 압력과 물의 평형 증기 압력 비율이다.

### 수증기압
{\displaystyle x(g/kg)=622(e/p)}를 통해 포화수증기압을 나타낼 수 있다.

### 대류응결고도(CCL)
지표 부근의 불포화 공기덩이가 지표의 가열로 부력을 받은 후 단열 상승하여 포화에 이르는 고도이다. 보통 지표 가열에 의해 형성되는 적운의 운저 고도이다. 단열도에서 대류응결고도는 지상의 노점온도를 지나는 포화혼합비선이 기온곡선과 만나는 점의 고도이다. 만일 지표 부근에서 습도가 고도에 따라 변화가 심할 때에는 지표 부근의 낮은 기층의 습도를 평균한 값을 이용하여 대류응결고도를 구한다. CCL에서 건조단열선을 따라 하강하여 지상의 등압선과 만나는 점이 대류온도(태양복사에 의한 가열 때문에 지표 부근의 공기 온도가 상승하여 대류은이 형성될 때의 온도, 최저온도)이다.

### 상승응결고도(LCL)
지표 부근의 불포화공기덩이가 건조 단열적으로 상승하여 포화에 이르는 고도이다. 치올림응결고도라고도 한다. LCL은 주어진 기압 고도에서 이슬점온도를 지나는 포화혼합비선과 지상의 기온을 지나는 건조단열선과 만나는 점의 고도이다. 보통 LCL 온도는 그 고도의 기온보다 낮다. 지표 부근 공기의 LCL은 보통 CCL보다 낮지만 대기의 기온 분포가 건조단열선과 나란할 때에는 LCL은 CCL과 같아진다.

### 평형고도
대류응결고도나 자유대류고도를 거쳐 위로 상승한 공기덩이가 계속 상승하다가 그 온도가 주위 대기의 온도와 같아져 부력을 상실하는 고도이다. EL이라고도 한다.

### 자유대류고도
공기덩이가 건조 단열적으로 상승하여 포화에 달하는 상승응결고도에서 포화 단열적으로 계속 상승하여 처음으로 대기의 온도곡선과 만나는 점의 고도이다. LFC라고도 한다. 이 고도 이상에서는 단열적으로 상승하는 공기 덩이의 온도가 대기의 온도보다 높아서 양의 부력으로 평형고도까지 상승을 계속하게 된다. 자유대류고도는 다음 2단계로 구한다.
1. 먼저 LCL을 구한다.
2. LCL에서 습윤단열선을 따라 계속 상승한 후 기온 곡선과 만나는 점을 구하면 이 점이 자유대류고도이다. 공기덩이가 상승하면서 자유대류고도를 능가하면 공기덩이의 온도가 주위온도보다 높아져서 공기덩이는 양(+)의 부력을 갖는다.

### 혼합응결고도
지표부근의 기층에서 바람의 연직시어가 큰 경우에는 난류형성으로 기층의 상부와 하부의 공기가 혼합된다. 혼합층이 충분히 두꺼운 경우에는 혼합 후 기온곡선과 이슬점 온도 곡선이 혼합층 내의 한 고도에서 서로 만나게 된다. 이 고도에서는 이슬점 온도와 기온이 같으므로 응결이 일어나게 되며 이를 혼합응결고도(MCL)라고 한다.

## 안정도 분석

### 쇼월터 안정도 지수(SSI)
뇌우의 가능성과 강도를 분석하는 데 이용된다. 미국 서부의 기후를 참고하여 제작한 지수이다.

### K 지수(K-index)
연직 기온감률과 대기 하층의 습기의 양, 습기의 연직 분포를 고려한 안정도 지수이다. 우리나라의 기후를 중심으로 제작한 지수이다.

## 같이 보기
- 열역학선도
- 에마그램
- 기상학